# Concourse Line

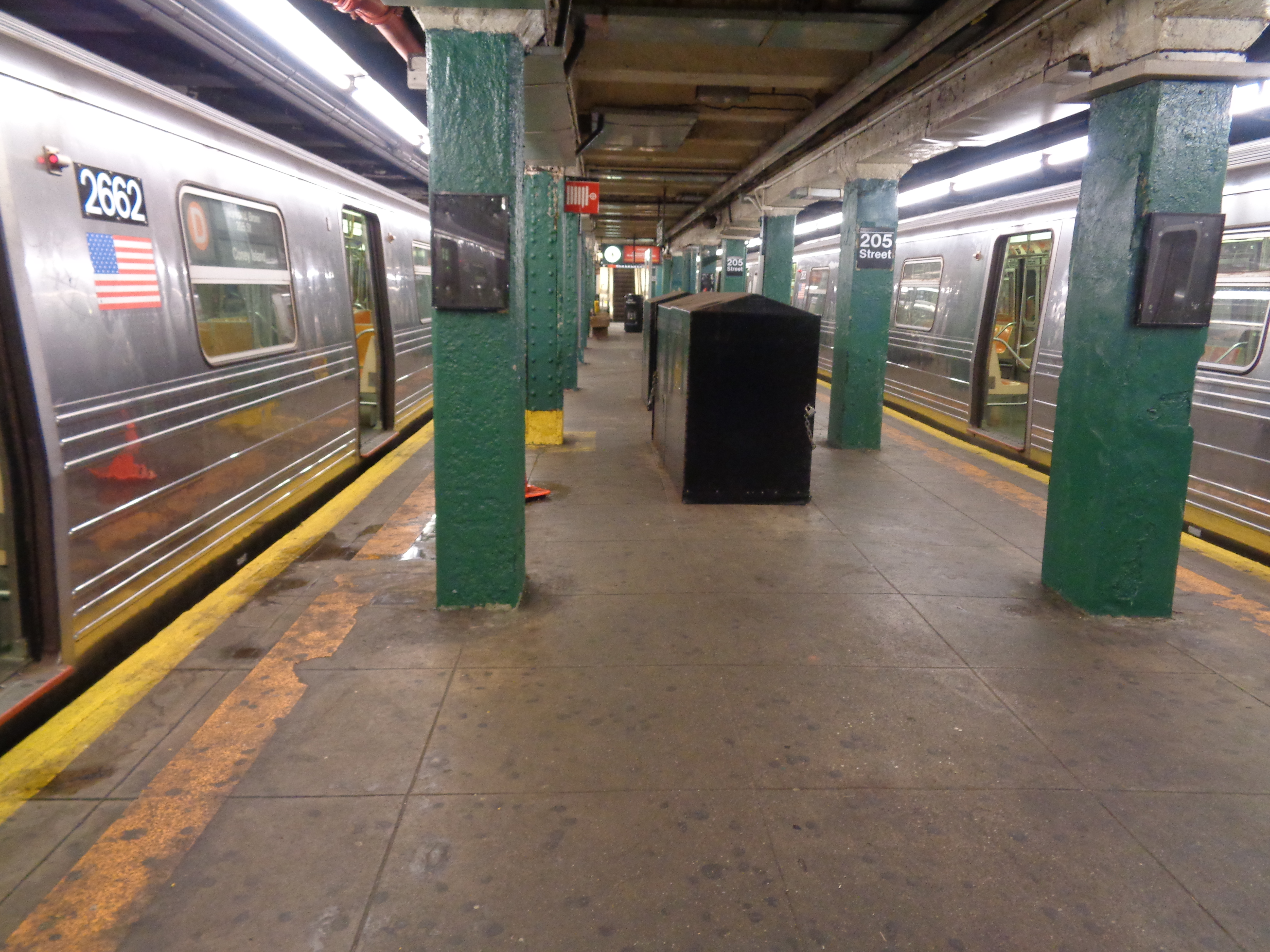
Eilandperron van de noordelijke terminus van het metrolijntraject, Norwood-205th Street

De Concourse Line is een metrolijntraject van de New York City Subway grotendeels gelegen in de borough The Bronx van New York. De buurten Norwood, Bedford Park, Fordham, Fordham Heights, Tremont, Highbridge en Concourse in The Bronx en Harlem (in Upper Manhattan) worden bediend. Het traject wordt met een lokale treindienst, stoppend aan alle stations tijdens de spitsuren verzorgd door metrolijn B, aangevuld met een dienst die dag in dag uit rijdt, maar enkel tijdens de spitsuren in de richting van de spitsdrukte niet alle stations bedient, metrolijn D. De spoorlijn met drie sporen maakt het mogelijk een sneldienst te verzorgen, die afhankelijk van de richting van de spits (richting Manhattan 's ochtends en weg van Manhattan 's avonds) een paar lokale stations niet bedient.  Het metrolijntraject maakt in Harlem de connectie met de metrolijntrajecten van zowel de Sixth Avenue Line als de Eighth Avenue Line.
De lijn werd op 1 juli 1933 ingehuldigd als onderdeel van het Independent Subway System (IND). De metrolijn bevindt zich in the Bronx grotendeels onder Grand Concourse.

## Stations
Met het pictogram van een rolstoel zijn de stations aangeduid die ingericht zijn in overeenstemming met de Americans with Disabilities Act van 1990.
| Station                     |  | Dienst | Opmerkingen        |
| --------------------------- |  | ------ | ------------------ |
| Norwood-205th Street        |  |        |                    |
| Bedford Park Boulevard      |  |        |                    |
| Kingsbridge Road            |  |        |                    |
| Fordham Road                |  |        |                    |
| 182nd-183rd Streets         |  |        | Lokale bediening * |
| Tremont Avenue              |  |        |                    |
| 174th-175th Streets         |  |        | Lokale bediening * |
| 170th Street                |  |        | Lokale bediening * |
| 167th Street                |  |        | Lokale bediening * |
| 161st Street-Yankee Stadium |  |        | Lokale bediening * |
| 155th Street                |  |        | Lokale bediening * |
| 145th Street                |  |        |                    |

* De lokale bediening betekent dat de D-trein tijdens spitsuren in de richting van het spitsverkeer niet stopt in dit station
 ·  ·  ·  ·  ·  ·  ·  ·  · 